# Antillattus
Antillattus Bryant, 1943 è un genere di ragni appartenente alla famiglia Salticidae.

## Etimologia
Il nome di questo genere si compone di una prima parte che richiama la zona di provenienza, cioè le Antille e per la seconda parte dal suffisso -attus, caratteristico di vari generi della famiglia Salticidae, un tempo denominata Attidae.

## Distribuzione
Le due specie oggi note di questo genere sono endemiche dell'isola di Hispaniola.

## Tassonomia
A dicembre 2010, si compone di due specie:

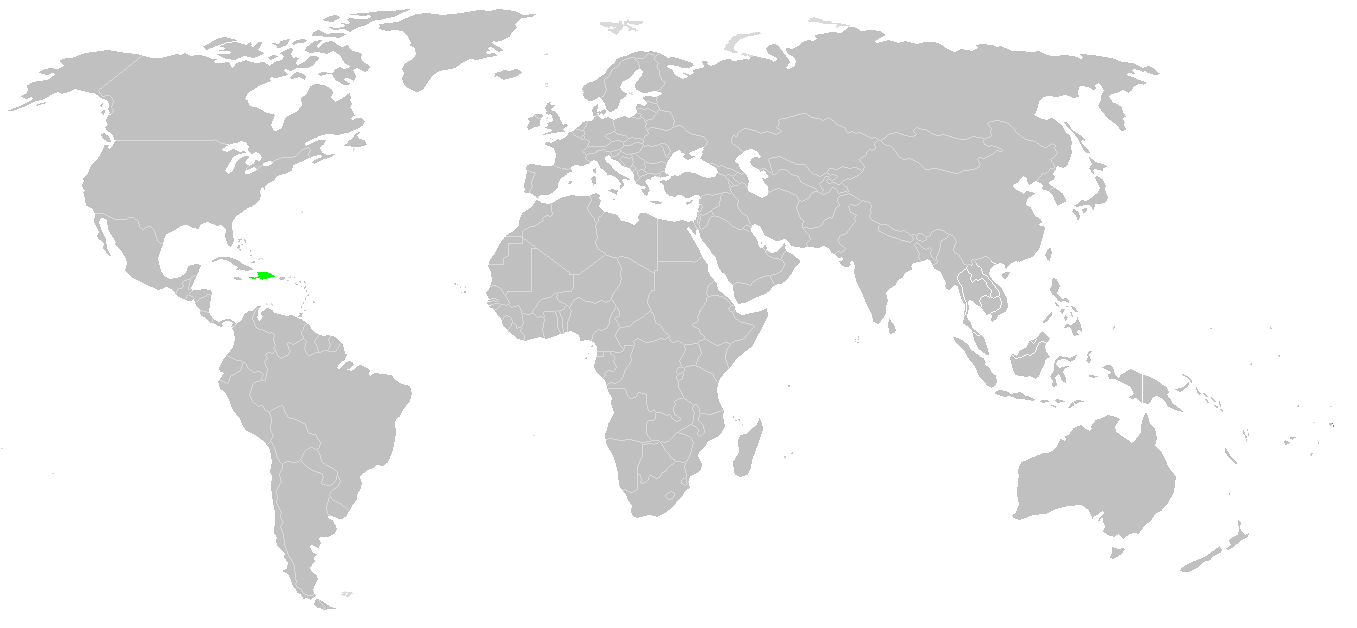
Antillattus, distribuzione

- Antillattus gracilis Bryant, 1943[2] — Hispaniola
- Antillattus placidus Bryant, 1943 — Hispaniola